# Catherine Newmark

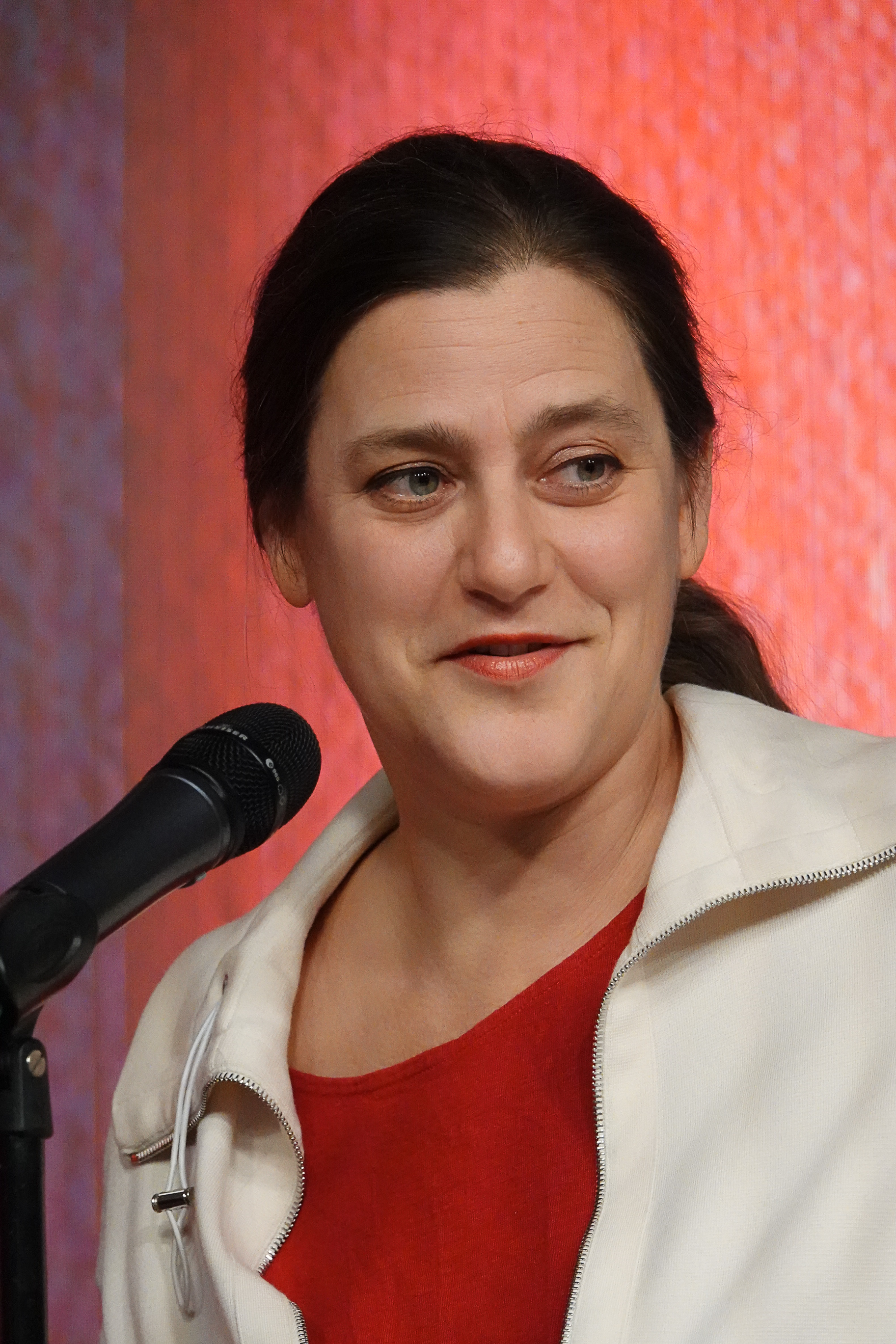
Catherine Newmark 2025

Catherine Newmark (geb. 1976) ist eine Schweizer Philosophin. Sie arbeitet als Kulturjournalistin, Publizistin sowie als Moderatorin für den öffentlich-rechtlichen Rundfunk.

## Leben und Wirken
Catherine Newmark studierte Philosophie und Geschichte in Zürich und Paris. 2007 promovierte sie an der Freien Universität Berlin (FU). In ihrer Dissertation mit dem Titel Passion – Affekt – Gefühl beschäftigte sie sich mit den philosophischen Theorien der Emotionen zwischen Aristoteles und Kant. Am Philosophischen Institut der FU war sie von 2007 bis 2013 wissenschaftliche Mitarbeiterin für die Geschichte der Philosophie, insbesondere in der Antike und im 17. Jahrhundert. U. a. leitete sie 2011 in der Exzellenzinitiative Languages of Emotion das Projekt Autorität, Achtung, Vertrauen, Respekt.
Einer ihrer Forschungsschwerpunkte war feministische Theorie und Ethik. Zum Stand der philosophischen Geschlechterforschung gab sie 2012 den Band Philosophie und die Potenziale der Gender Studies mitheraus, der auf einer Vortragsreihe an der Freien Universität Berlin beruht. Darin führen Newmark und Hilge Landweer in ihrem Beitrag Diesseits und jenseits von Gender. Zum problematischen Verhältnis der Philosophie zu Empirie und Lebenswelt am Beispiel von Simone de Beauvoir, Judith Butler und Michel Foucault vor, „dass es gerade die empirisch/lebensweltlich inspirierten Denker_innen seien, die originelle und innovative Akzente in der Theoriebildung der letzten Jahrzehnte gesetzt haben“.
Ab 2003 nebenberuflich, seit 2013 hauptberuflich arbeitet sie als Kulturjournalistin zu Film-, Philosophie- und Genderthemen. Zunächst für die Zeitungen Berliner Zeitung und FAZ/FAS, später für Deutschlandfunk Kultur und Zeit Online, wo sie zur Redaktion der Kolumne „10nach8“ gehört. Beim Deutschlandfunk Kultur ist sie Redakteurin und Moderatorin des Philosophiemagazins „Sein und Streit“. Von 2015 bis 2021 verantwortete sie die Sonderausgaben des Philosophie Magazins. Themenschwerpunkte waren 2015 „Philosophen in der Nazizeit“ sowie der Star-Wars-Mythos, über den sie 2016 auch das Buch Viel zu lernen du noch hast. Star Wars und die Philosophie herausgab. Der Band versuche sich „zum ersten Mal an einer interdisziplinären Ausdeutung der ersten sieben Star Wars-Filme“, so Spiegel Online Kultur.
Newmark gehört seit 2023 der Jury des Tractatus-Preises für philosophische Essayistik an.
Catherine Newmark lebt in Berlin.

## Publikationen
Monografien als Autorin
- Passion – Affekt – Gefühl. Philosophische Theorien der Emotionen zwischen Aristoteles und Kant. Felix Meiner Verlag, Hamburg 2008, ISBN 978-3-7873-1867-4.
- Warum auf Autoritäten hören? Dudenverlag, Berlin 2020, ISBN 978-3-411-75044-3

Herausgeberin und Autorin
- Wie männlich ist Autorität? Feministische Kritik und Aneignung. Herausgegeben mit Hilge Landweer. Campus Verlag, Frankfurt/New York 2018, ISBN 978-3-593-50993-8
- Hannah Arendt. Die Freiheit des Denkens. Philomagazin Verlag, Berlin 2016.
- Zur Erscheinung kommen. Bildlichkeit als theoretischer Prozess. Herausgegeben mit Anne Eusterschulte und Wiebke-Marie Stock. Felix Meiner Verlag, Hamburg 2016, ISBN 978-3-7873-2255-8.
- Viel zu lernen du noch hast. Star Wars und die Philosophie. Rowohlt Taschenbuch Verlag, Reinbek bei Hamburg 2016, ISBN 978-3-499-63234-1.
- Die Philosophen und der Nationalsozialismus. Philomagazin Verlag, Berlin 2015.
- Star Wars – Der Mythos unserer Zeit. Sonderausgabe Philosophie Magazin Nr. 6/2015 (Leseprobe)
- Philosophie und die Potenziale der Gender Studies. Peripherie und Zentrum im Feld der Theorie. Herausgegeben mit Hilge Landweer et al. Transcript, Bielefeld 2012, ISBN 978-3-8376-2152-5.
- Kritische Religionsphilosophie. Eine Gedenkschrift für Friedrich Niewöhner. Herausgegeben mit Wilhelm Schmidt-Biggemann und Georges Tamer. De Gruyter, Berlin 2010, ISBN 978-3-11-024755-8.